# Ueldija
Ueldija – miasto w Etiopii (region Amhara). Według danych szacunkowych na rok 2015 liczy 72 300 mieszkańców Ośrodek przemysłowy.